# Aïn Kercha
 (novembre 2011).
Si vous disposez d'ouvrages ou d'articles de référence ou si vous connaissez des sites web de qualité traitant du thème abordé ici, merci de compléter l'article en donnant les références utiles à sa vérifiabilité et en les liant à la section « Notes et références ».
Aïn Kercha (en Chaoui: Tikrect, ⵜⵉⴽⵔⵛⵜ) est une ville de l'est de l'Algérie, dans la wilaya d'Oum El Bouaghi. Elle est située à mi-chemin entre Constantine et Oum El Bouaghi (50 km à l'ouest du chef-lieu de la wilaya, 50 km au sud-est de Constantine et 18 km d'Aïn M'lila).

## Géographie
La ville de Aïn Kercha (connue aussi sous le nom de Thikerchette en langue locale ) est située à l'ouest de la wilaya d'Oum El Bouaghi et à 17 km de la ville d'Aïn M'lila.

### Localités de la commune
La commune de Aïn Kercha est composée de 10 localités :
- Centre Aïn Kercha
- Graa Saïda
- Ouled Ahmed Ben Sassi
- Oued Kercha
- Kercha Seghira
- El Karma
- Madjen Dahri
- Madjen El Guebli
- Dakhla
- Kessar Touadjène

## Population
Les habitants d'Aïn kercha sont des Berbères Chaouis.

## Économie
La ville a une vocation principalement agricole mais le secteur tertiaire occupe aussi une part importante.

## Vie quotidienne

### Sports
Le club de football local est le JBAK. C'est l'un des plus anciens clubs de la région[réf. nécessaire]. Créé en 1949, le Club évolue au niveau de la ligue régionale de Constantine (2014-2015).